# パルコール嬬恋スキーリゾート
パルコール嬬恋スキーリゾート（パルコールつまごいスキーリゾート）は、群馬県吾妻郡嬬恋村に位置するスキー場。2014年から「パルコールつま恋リゾート」と呼称している。

## 概要
- 日本百名山の一つである四阿山の東斜面に開かれたスキー場で、関東では有数の面積を持つ。標高差では関東最大である[注釈 2]。3,193mのゴンドラリフトは関東地方最長である。
- ゲレンデからは四阿山はもちろん、正面には浅間山、浅間山樹海、榛名山、赤城山が見え、ゴンドラからは横手山や草津白根山、万座山などが見える景観のよいスキー場でもある。
- 標高が高いため、パウダースノーが楽しめるとされている。近隣の鹿沢スノーエリア同様に晴天率が高いが、風が強くアイスバーンになりやすい。また強風のため、リフトやゴンドラが運休になることも多々ある。
- 元々、村営(バラギ高原)嬬恋スキー場とパルコール嬬恋スキーリゾートが別々に運営されていたが、現在は村営嬬恋スキー場を運営委託することで統合されている。そのため、村営部分のバラギゲレンデと、パルコール嬬恋エリアのパルコールゲレンデで構成されている。2つのゲレンデは地理的に密接しており、その意味では元々別のスキー場であったような印象は受けない。
- 標高差の数字を見ると急斜面がありそうに思えるが、比較的なだらかな斜面を縦長に使って作られたスキー場であるため、全体的に初・中級のコースが多く、コブ斜面といった上級者が楽しめる急なコースはない。バラギゲレンデの麓は初心者向けの緩斜面である。
- パルコールゲレンデのリフト・コース名称は音楽用語からとっていたが、運営の統合やリフト整理に伴いリフト名称がしばしば変更されており統一感がなくなっていた。
- 2021-2022シーズンからリフト・コース名称が単純な番号ベースに整理された。

## 施設
- パルコール嬬恋リゾートホテル
- リフト
  - ゴンドラ「嬬恋ゴンドラ」(旧「パルキャビン」) 3,193m (パルコールゲレンデ)
  - クワッドリフト2基
    - 第4高速リフト(旧 第5カルテット) 1,115m (バラギゲレンデ)
    - 第1高速リフト(旧 第1カルテット) 1,262m (パルコールゲレンデ)

  - ペアリフト2基
    - 第3ペアリフト(旧 第6デュオ) 1,370m (バラギゲレンデ ローディングカーペットあり)
    - 第2高速ペアリフト(旧 第4フーガ) 840m (パルコールゲレンデ) ※本スキー場最高地点 2,100mは、ゴンドラ山頂駅ではなく、第2高速ペアリフト降り場付近である。
- スキーセンター、センターロッジ
- 四阿山の湯（温泉入浴施設）
- 併設の設備ではないが、東海大学嬬恋研修センターが隣接しており、宿泊施設として利用可能(一般利用も可能で、東海大学の在学生・OB/OG・教職員は割引料金で利用可)。その他、近隣にペンション等がある。

## コース
A-1 (旧 ドルチェコース) (パルコールゲレンデ 初級 最大斜度18度、平均10度 1,275m)
第1高速リフト(旧第1カルテット)沿いのコース。2021-2022シーズンは全レベル向けパーク設置予定。
A-2 (旧 モデラートコース) (パルコールゲレンデ 初級 最大斜度18度、平均11度 1,300m)
現在はスノーボード滑走可能だが、スキー専用コースだった時期がある。
A-3 (旧 ドルチェ→ホテル前) (パルコールゲレンデ 初級)
以前はちびっこゲレンデとなっていた時期がある。
A-4 (ホテル前→ゴンドラ山麓駅) (パルコールゲレンデ 初級)
B-1 (旧 ビギナーコース) (バラギゲレンデ 初級 最大斜度16度、平均8度 620m)
B-2 (旧 ロマンスコース) (バラギゲレンデ 初級 最大斜度14度、平均8度 620m)
B-3 (旧 黒班コース) (バラギゲレンデ 中級 最大斜度13度、平均7度 500m)
B-4 (旧 浅間コース) (バラギゲレンデ 中級 最大斜度16度、平均8度 485m)
2021-2022シーズンは中上級者向けパーク設置予定。
B-5 (旧 白根コース) (バラギゲレンデ 初級 最大斜度21度、平均10度 490m)
B-6 (バラギ→パルコール連絡)
C-1 (旧 パノラマコース)(バラギゲレンデ 中級 最大斜度22度、平均16度 1,510m)
C-2 (旧 コメツガコース)(バラギゲレンデ 中級 最大斜度21度、平均12度 940m)
C-3 (旧 白樺コース) (バラギゲレンデ 初級 最大斜度19度、平均8度 880m)
C-4 (旧 アレグロコース) (パルコールゲレンデ 中級 最大斜度16度、平均12度 600m)
C-5 (旧 アレグロ→白樺 連絡)
D-1 (旧 樹氷のブレストコース) (パルコールゲレンデ 上級 最大斜度24度、平均13度 950m)
第2高速ペアリフト(旧 第4フーガ)からのコース
D-2 (旧 第4フーガ山頂→ゴンドラ山頂 連絡)
D-3 (旧 ビバーチェコース) (パルコールゲレンデ 中級 最大斜度22度、平均13度 850m)
第2高速ペアリフト(旧 第4フーガ)からのコース
D-4 (旧 ゴンドラ山頂→ビバーチェ 連絡)
D-5 (旧 ラルゴコース) (パルコールゲレンデ 中級 最大斜度18度、平均12度 650m)
D-6 (旧 アダージョコース) (パルコールゲレンデ 中級 最大斜度18度、平均10度 600m)
D-7 (旧 アンダンテコース) (パルコールゲレンデ 中級 最大斜度18度、平均10度 755m)
D-8 (旧 ビバーチェ→樹氷のブレスト 連絡)
D-9 (旧 樹氷のブレスト →パノラマ 連絡)
※公称の最長滑走距離4,500mは、ゴンドラ山頂から D-4,D-3,D-8,D-5,D-9,C-1,B-6,B-5,B-1 とつないだ場合である。
※2021-2022シーズンはホテル前に24時間オープンのハイクアップパーク設置予定。

## アクセス
鉄道
吾妻線万座・鹿沢口駅からタクシーで約20分
自動車
上信越自動車道碓氷軽井沢ICより鬼押ハイウェー約45km
上信越自動車道上田菅平ICより国道144号約27km

## 沿革
- 1984年(昭和59年) - 12月15日、嬬恋村村営(バラギ高原)嬬恋スキー場が開業[2][3][4]。嬬恋村は7億円をかけペアリフト1基(旧第1ロマンス)、シングルリフト3基、人工降雪機3台を備えた。[2][5]。翌年ペアリフト1基を増設(旧第5ロマンス)。
- 1988年(昭和63年) - 嬬恋村と紀州鉄道株式会社が出資する第三セクター、嬬恋紀州鉄道リゾート株式会社が設立された。出資比率2.5:7.5[6]。
- 1989年(平成元年) - 村営(バラギ高原)嬬恋スキー場にクワッドリフト(旧第7クワッド→旧第5カルテット→現 第4高速リフト)新設[5]。この年の入り込み数は15万7千人を数えた[7]。
- 1990年(平成2年) - 12月20日、嬬恋紀州鉄道リゾート株式会社によりパルコール嬬恋スキーリゾートが開業[7]。総工費約130億円[6]。村営(バラギ高原)嬬恋スキー場とパルコール嬬恋スキーリゾートは別々の運営で、リフト券も箇別に発売されていた（両スキー場共通リフト券も発売されていた）。
  - 12月30日、営業運転中のクワッドリフト(旧カルテット→旧第1カルテット→現 第1高速リフト)の搬器1基がワイヤーから外れ約6メートル下のゲレンデに落下する事故があり、乗っていた職員が足を骨折し3ヶ月の重傷、弾みで他の搬器が大きく揺れ乗客1人が肩を打ちつけ3週間の怪我を負った。リフトは乗客約100人を乗せたまま停止し、全員の救出まで1時間以上を要した[8]。
- 1991年(平成3年) - 12月、パルコール嬬恋リゾートホテル開業。総額150億を投入したリゾート開発が完了[9]。
- 1992年(平成4年) - 1992-1993シーズンから、村営(バラギ高原)嬬恋スキー場にクワッドリフト(旧第6クワッド→旧第2クワッド→撤去)を新設[10]。
- 1997年(平成9年) - 1997-1998シーズンより、スノーボード全面滑走可能となる[11]。
- 2001年(平成13年) - このころ村営(バラギ高原)嬬恋スキー場のリフト名称が整理され、第7クワッド→第1クワッド、第6クワッド→第2クワッド、第1ロマンス→第1ペア、第5ロマンス→第2ペア となった[12]。
- 2002年(平成14年) - 2002-2003シーズンから、村営(バラギ高原)嬬恋スキー場の麓から白樺コース途中までに架かっていた第2ペアリフト(1,230m 旧第5ロマンス)が廃止された[13][14]。
- 2004年(平成16年) - 2004-2005シーズンから、村営(バラギ高原)嬬恋スキー場を指定管理者制度により運営委託することで、パルコール嬬恋スキーリゾートとして一体運営するようになった[4]。村営嬬恋スキー場は1992年度から赤字転落し、この時点で12億円の累積赤字を抱えていた[15]。
  - バラギゲレンデのロマンスコースに架かっていた第1ペアリフト(609m 旧第1ロマンス)が廃止された。バラギゲレンデの第2クワッドリフト(三菱重工/YAN(リフトエンジニアリング))[16]が故障し2004-2005シーズン中はほぼ稼働しなかった。
- 2005年(平成17年) - 債務超過に陥っていた嬬恋紀州鉄道リゾート株式会社から会社分割の形で設立したパルコール嬬恋株式会社による運営となった[17]。
  - 2005-2006シーズンからリフト名称が整理され、フーガ2→第4フーガ、フーガ1→第3フーガ、デュオ→第2デュオ、カルテット→第1カルテット、第1クワッド→第5カルテットとなった。
  - 嬬恋村は第2クワッドリフトを修理不能のため撤去し、代替としてペアリフト(旧第6デュオ→現 第3ペアリフト)を建設した(村が補助金を出しパルコール嬬恋株式会社が設置したが、設置場所はバラギゲレンデ内である[18])。
- 2007年(平成19年) - 2007-2008シーズンまでに、第4フーガリフト(山頂部)はフードがなくなった。2007-2008シーズンから、バラギゲレンデのテクニカルコース(最大斜度26度)がゲレンデマップに記載されなくなった。
- 2008年(平成20年) 1月2日、ゴンドラリフト「パルキャビン」において、山頂駅で客の降車補助員をしていたアルバイト従業員(63才・埼玉県桶川市)が、客が置き忘れたグローブを取ろうとして自動開閉扉に腕を挟まれ、そのままゴンドラが駅舎を出発して宙づりとなり、約15メートル下の雪面に転落し病院に搬送されたが死亡するという事故が起きた。叫び声に気がついた運転室の従業員が非常停止ボタンを押したが間に合わず、ゴンドラが停止したときは駅舎から約10メートル進んだ地点だった。ゴンドラには扉に異物が挟まると停止する安全装置が付いていたが、事故当時は作動しなかった[19]。
- 2010年(平成22年) - 2010-2011シーズンまでに、第3フーガリフト(ラルゴコース沿い)は運行されなくなっている[20][注釈 4]。にもかかわらず2017-2018シーズンに至るまで、スキー場ホームページ等ではラルゴコースを「フード付きリフト沿いのコース」と紹介し続けていた。
- 2014年(平成26年) 3月31日、パルコール嬬恋株式会社が東京地裁へ民事再生法の適用を申請。スポンサーとして名乗りを上げたブリーズベイホテル(BBHホテルグループ)の傘下となった[17]。表記はパルコールつま恋リゾートとなり、運営会社はパルコール嬬恋株式会社から商号変更したブリーズベイオペレーション6号株式会社となった(バラギゲレンデ部分が村有・指定管理者制度による運営委託となっている形態には変わりがない[21][22])(なおパルコール嬬恋株式会社は本スキー場・ホテルのほかに、10kmほど離れた場所にあるパルコール嬬恋ゴルフコースも経営していたが、ブリーズベイホテルから株式会社マックアースへ譲渡され、北軽井沢嬬恋ゴルフコースと名を変えている)。
  - 2014-2015シーズンからパルコールゲレンデの第2デュオリフトが運行されなくなり、以後、本スキー場はゴンドラ1基・クワッドリフト2基・ペアリフト2基のリフト構成となっている。
- 2016年(平成28年) - 2016-2017シーズンから、仮眠用に使えた24時間無料休憩室が無くなった。
- 2017年(平成29年) - 9月、バラギゲレンデ部分のブリーズベイオペレーション6号株式会社への3年間の運営委託が基本合意。今後は指定管理ではなく普通財産としての運営委託となる[23]。
- 2019年(令和元年) 
  - 嬬恋村議会議事録によると、2019-2020シーズン入り前にブリーズベイオペレーション6号株式会社が分社化されて「パルコール嬬恋2号株式会社」が新設され新たな運営会社となり、経営者として「リーガン・ヤン」氏が就任[注釈 5]。BBHホテルグループのwebページからはパルコールの記載が消えており、グループを外れたものと思われる[注釈 6]。
  - スキー場ツイッター並びにwebページによると、2019-2020シーズンから、運営はアクティブライフ(Active Life Japan)が行っているとのことであった[注釈 7]。
  - 2020年2月に新聞報道があり、記事によるとパルコールつま恋リゾート＆ホテルはアクティブライフジャパン(新潟県妙高市)が取得したとされており、この会社はオーストラリアやアジアで活動するIT企業「Digital Alchemy」(シドニー)のオーストラリア人CEO、リーガン・ヤン氏が経営しているとのことである[注釈 8]。
  - スキー場webサイトは英語版ベースで日本語版も用意されているといった雰囲気になった。近年パルコールゲレンデのアンダンテコース・モデラートコースはスキー専用となっていることが多かったが、2019-2020シーズンは「グラウンドトリック専用コース」(スキー・スノーボード可)となった。
- 2020年(令和2年) - 2020-2021シーズンは「全長3キロ超のスノーパーク」を売りにしていた[注釈 9]。
- 2021年(令和3年) - 2021-2022シーズンから、リフト・コース名称が単純な番号ベースに整理された[注釈 10]。ゴンドラ「パルキャビン」は「嬬恋ゴンドラ」に改名。これまでコース数に数えてこなかった連絡コース等を数えるようにしたため、公称コース数は16→24に(見た目は)増えた。「全長3キロ超スノーパーク」を標榜するのはやめ、「Magic Terrain Park」(A-1コース、B-4コース、ホテル前(24時間オープンのハイクアップパーク))を日本最大級のパークと称して設置予定。